# Fulguropsis feldmanni
Fulguropsis feldmanni is een slakkensoort uit de familie van de Buccinidae. De wetenschappelijke naam van de soort is voor het eerst geldig gepubliceerd in 1991 door Petuch.